# Ваглио Муньос, Хайме
Хайме Ваглио Муньос (исп. Jaime Vaglio Muñoz; род. 2 июня 1956) — коста-риканский шахматист, международный мастер (2002).
Чемпион Коста-Рики (1973, 1976 и 1986). В составе сборной Коста-Рики участник двух Олимпиад (1976 и 1986).

## Спортивные достижения
| Год  | Город | Турнир         | + | − | = | Результат | Место |
| ---- | ----- | -------------- | - | - | - | --------- | ----- |
| 1976 | Хайфа | 22-я Олимпиада | 1 | 3 | 6 | 4 из 10   |       |
| 1986 | Дубай | 27-я Олимпиада | 2 | 2 | 6 | 5 из 10   |       |

## Изменения рейтинга
| Графики недоступны из-за технических проблем. См. информацию на Фабрикаторе и на mediawiki.org. |